# جورج زد. هارت
جورج زد. هارت هو سياسي أمريكي، ولد في 13 مايو 1924 في ديترويت في الولايات المتحدة، وتوفي في 31 يناير 2013 في ألباكركي في الولايات المتحدة. نشط حزبياً في الحزب الديمقراطي. وقد انتخب عضو مجلس ولاية ميشيغان ‏.